# 耶尔群岛
耶尔群岛（法語：Îles d'Hyères，法語發音：[il djɛʁ]）是法国瓦尔省耶尔的一组群島，有四座主要岛屿，部分岛屿及周边海域构成克罗港岛国家公园。

## 岛屿
耶尔群岛总面积28.99平方千米，包括：

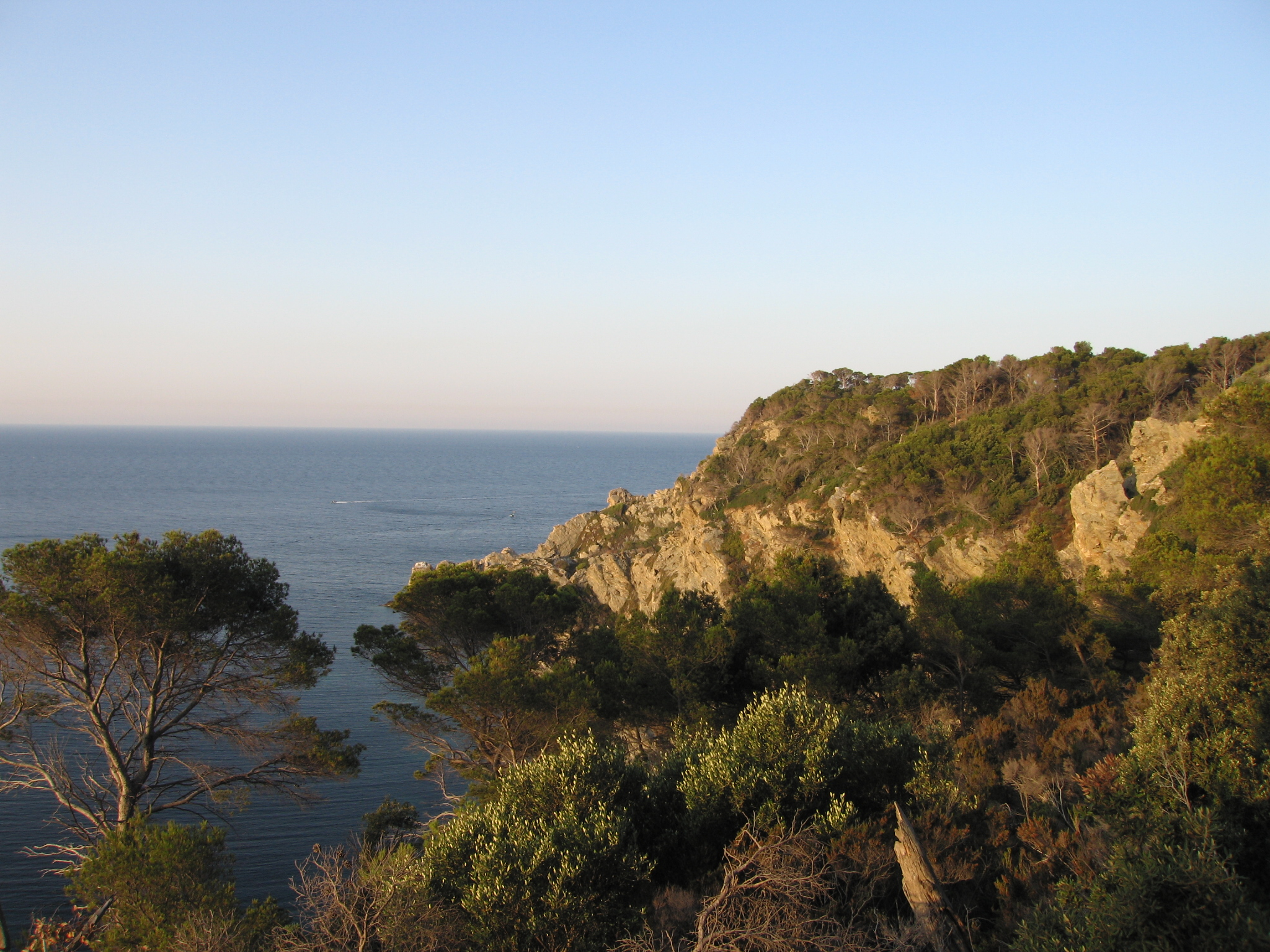
波克羅勒島
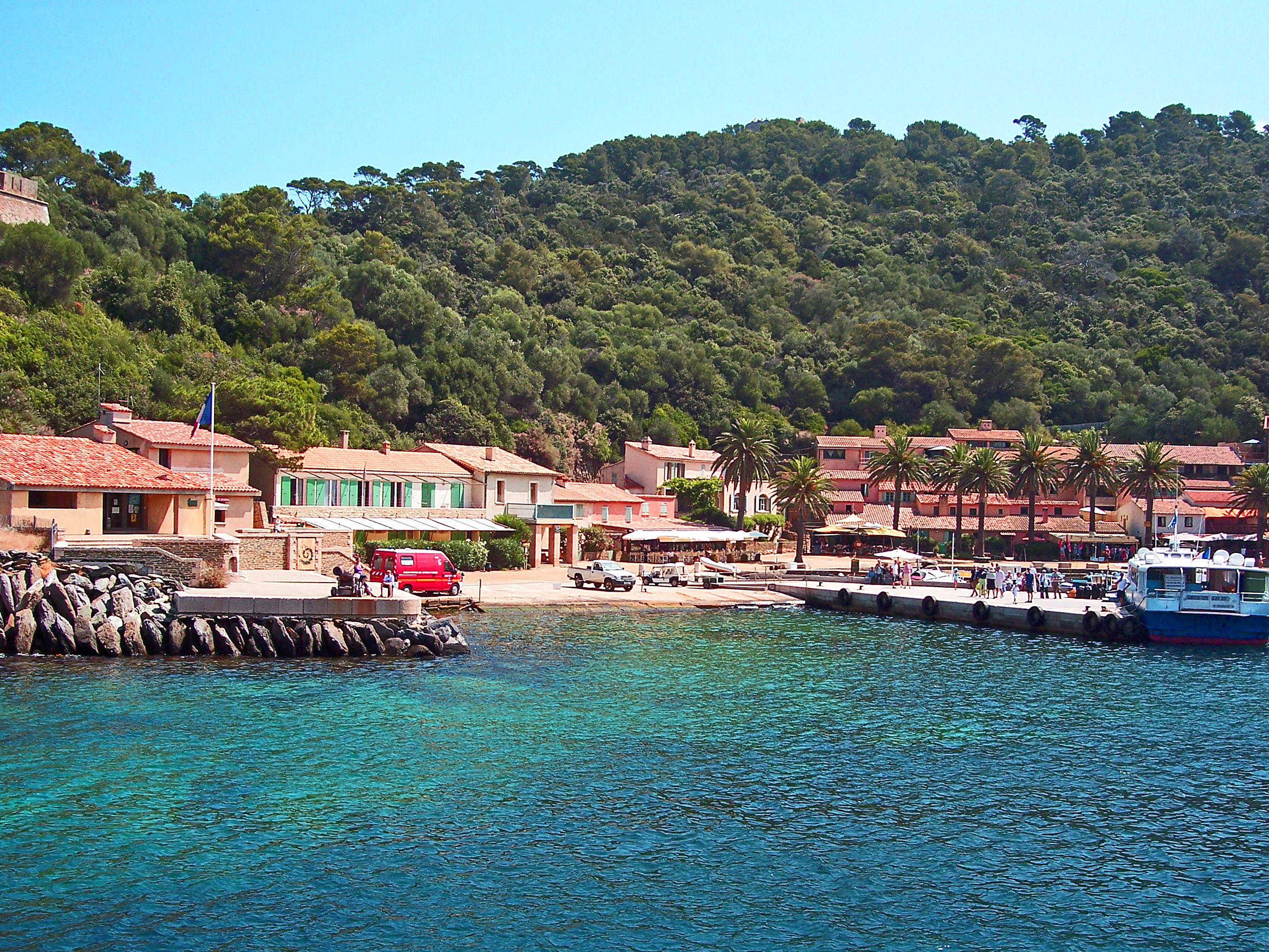
克罗港岛
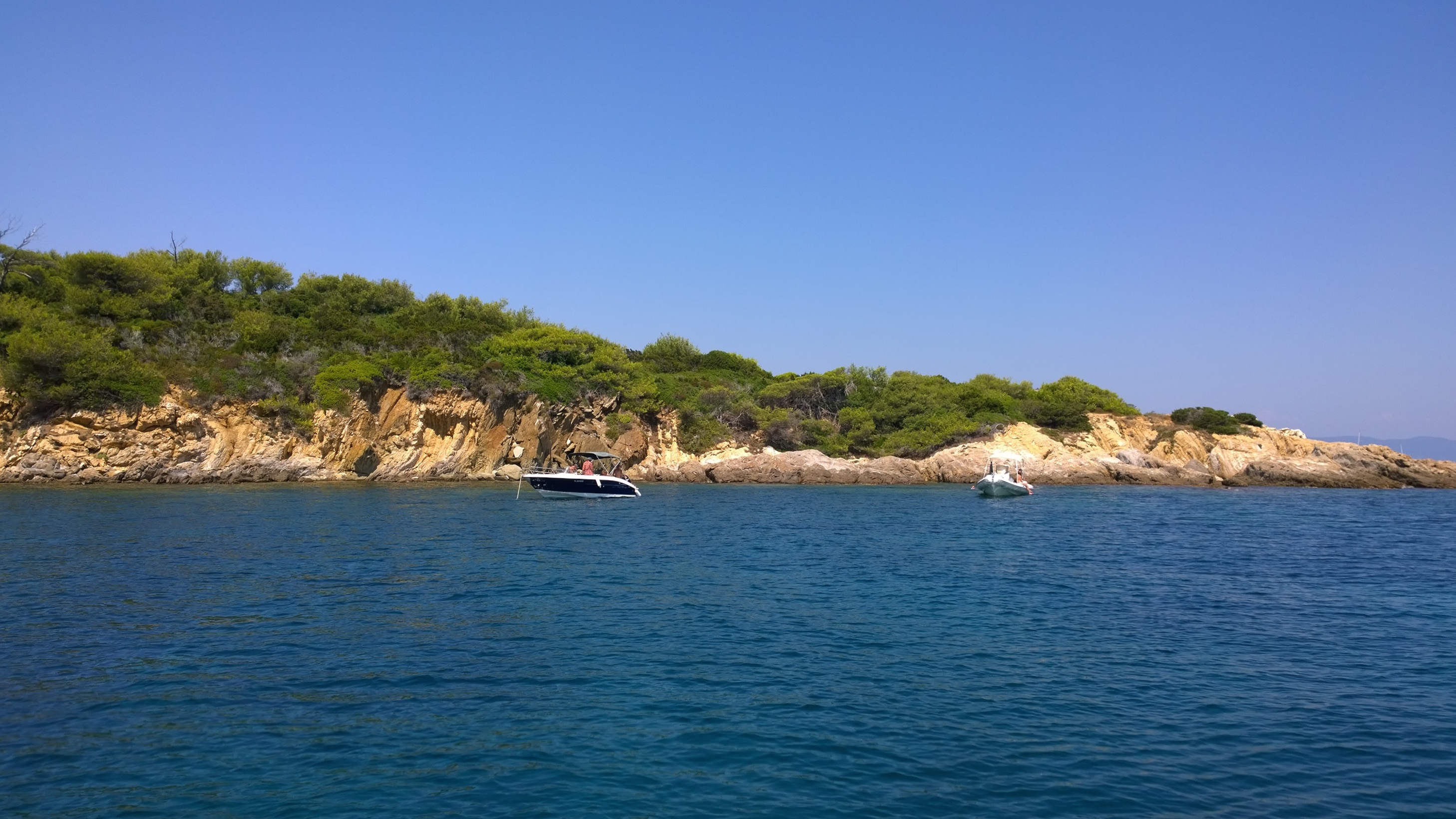
巴戈岛（法语：Île de Bagaud）
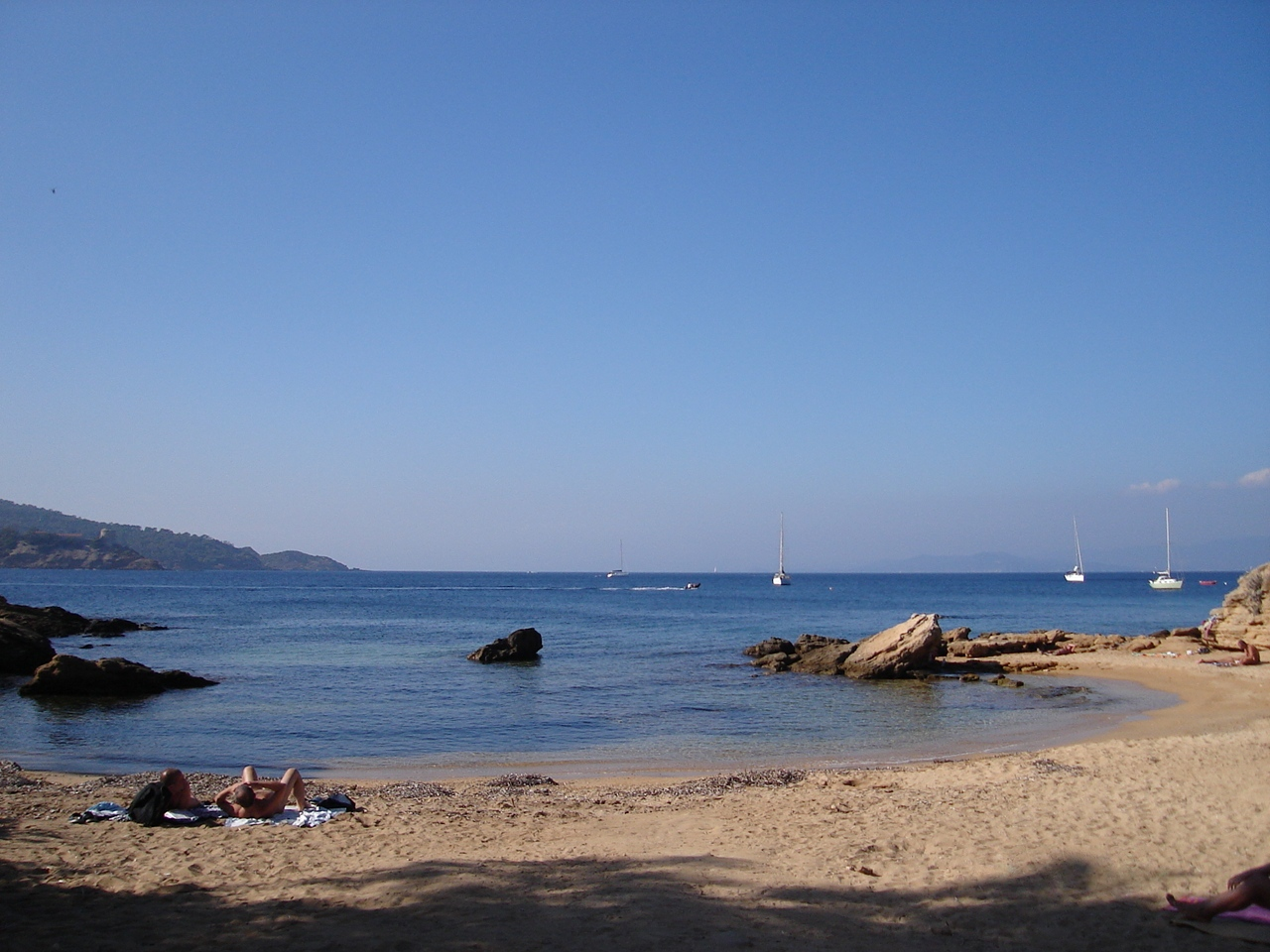
勒旺岛（法语：Île du Levant）

- 波克羅勒島
- 克罗港岛
- 巴戈岛
- 勒旺岛